# Oxford Circus
Oxford Circus, in het West End van Londen in Westminster, is de kruising van de grote winkelstraten Oxford Street en Regent Street. Het metrostation met dezelfde naam bevindt zich onder het plein.
De naam 'circus' is gebruikelijk voor een rond plein, maar Oxford Circus kan nauwelijks een plein worden genoemd.
De gebouwen op de vier hoeken hebben concave gevels en vormen samen een (onnauwkeurige) cirkel.

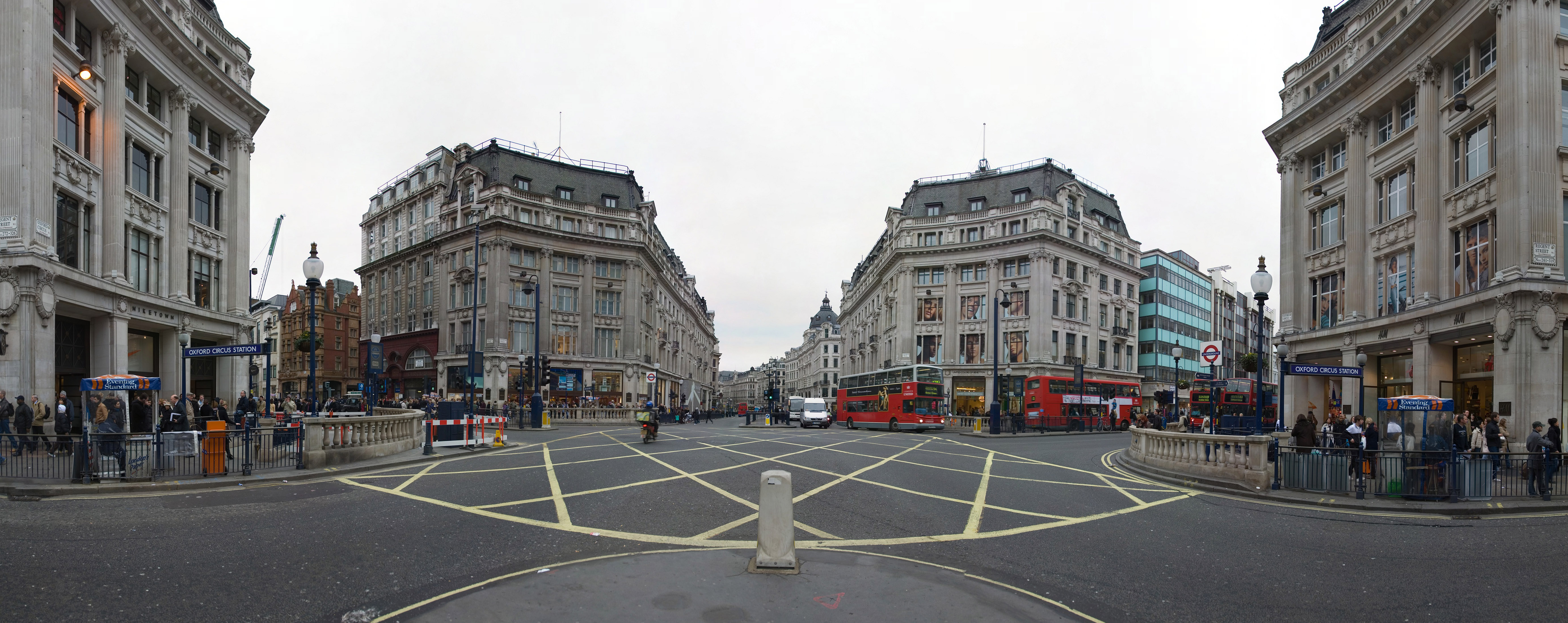
Panorama van Oxford Circus

Andere pleinen in Londen met 'circus' in hun naam zijn Piccadilly Circus en Cambridge Circus.